# Càl·licles (pintor)
|  | Per a altres significats, vegeu «Càl·licles (desambiguació)». |

Càl·licles (en llatí Callicles, en grec Καλλικλῆς, Kal·likles) fou un pintor d'una època i d'un país incerts, probablement d'origen grec, que esmenta Plini el Vell a la seva Naturalis Historia. Potser és el mateix Càl·licles mencionat també per Marc Terenci Varró.